# Liste der Monuments historiques in Saint-Ulrich
Die Liste der Monuments historiques in Saint-Ulrich führt die Monuments historiques in der französischen Gemeinde Saint-Ulrich auf.

## Liste der Objekte
| Bezeichnung | Beschreibung                           | Standort                       | Kennzeichnung | Schutzstatus | Datum | Bild |
| ----------- | -------------------------------------- | ------------------------------ | ------------- | ------------ | ----- | ---- |
| Kreuzweg    | 15 Gemälde; Ölfarbe auf Leinwand, 1787 | in der Kirche St-Ulrich (Lage) | PM68000830    | Classé       | 2004  |      |